# Nightexpress
Nightexpress (Nightexpress Luftverkehrsgesellschaft) (mã ICAO = EXT) là hãng hàng không vận chuyển hàng hóa của Đức, trụ sở ở Frankfurt. Căn cứ chính của hãng ở Sân bay quốc tế Frankfurt, và 1 căn cứ khác ở Sân bay Coventry (Vương quốc Anh).

## Lịch sử
Nightexpress được thành lập và bắt đầu hoạt động từ tháng 6/1984. Hãng đảm nhiệm việc vận chuyển hàng hóa trên một số tuyến đường cố định và các chuyến thuê bao khác. Hãng hiện có 27 nhân viên (tháng 3/2007)..

## Các nơi đến
- Vương quốc Liên hiệp Anh và Bắc Ireland

- Coventry

- Bỉ

- Liège

- Đức

- Frankfurt

- Hà Lan

- Eindhoven 

## Đội máy bay
(Tháng 3/2007):
- 1 Raytheon Beech B99
- 2 Shorts 360-300